# Перекопська
Перекопська (рос. Перекопская) — станиця у Клетському районі Волгоградської області Російської Федерації.
Населення становить 75 осіб. Входить до складу муніципального утворення Кременське сільське поселення.

## Історія
Станиця розташована у межах українського історичного та культурного регіону Жовтий Клин.
Згідно із законом від 14 лютого 2005 року № 1003-ОД органом місцевого самоврядування є Кременське сільське поселення.

## Населення
| 2010 |
| ---- |
| 75   |